# Norileca borealis
Norileca borealis là một loài chân đều trong họ Cymothoidae. Loài này được Javed & Yasmeen miêu tả khoa học năm 1999.